# Feldberg
El Feldberg és una muntanya alemanya, que, amb 1.493 metres és la més alta de la Selva Negra i del Land de Baden-Württemberg. Té unes pistes d'esquí aptes per a aprenents. Al cim també s'hi troben torres de comunicacions; concretament la Torre Felderg, que anteriorment era una torre de comunicació per ràdio, des del 2013 és un museu.

## Reserva natural
La major part de la zona de Feldberg té l'estatus de reserva natural gràcies a la seva vegetació subalpina. La Reserva Natural de Feldberg és la més antiga i més gran de Baden-Württemberg i està sota el càrrec d'un guardabosc a temps complet des de 1989. Des de 2001 és responsabilitat del Centre de Conservació de la Natura de la Selva Negra del Sud, amb seu a la Haus der Natur ("Casa de la natura"), per cuidar la reserva. Disposen d'una exposició permanent i interactiva i d'una àmplia programació d'actes a la reserva. L'any 2005 es va establir un nou camí natural darrere de la casa.

## Galeria

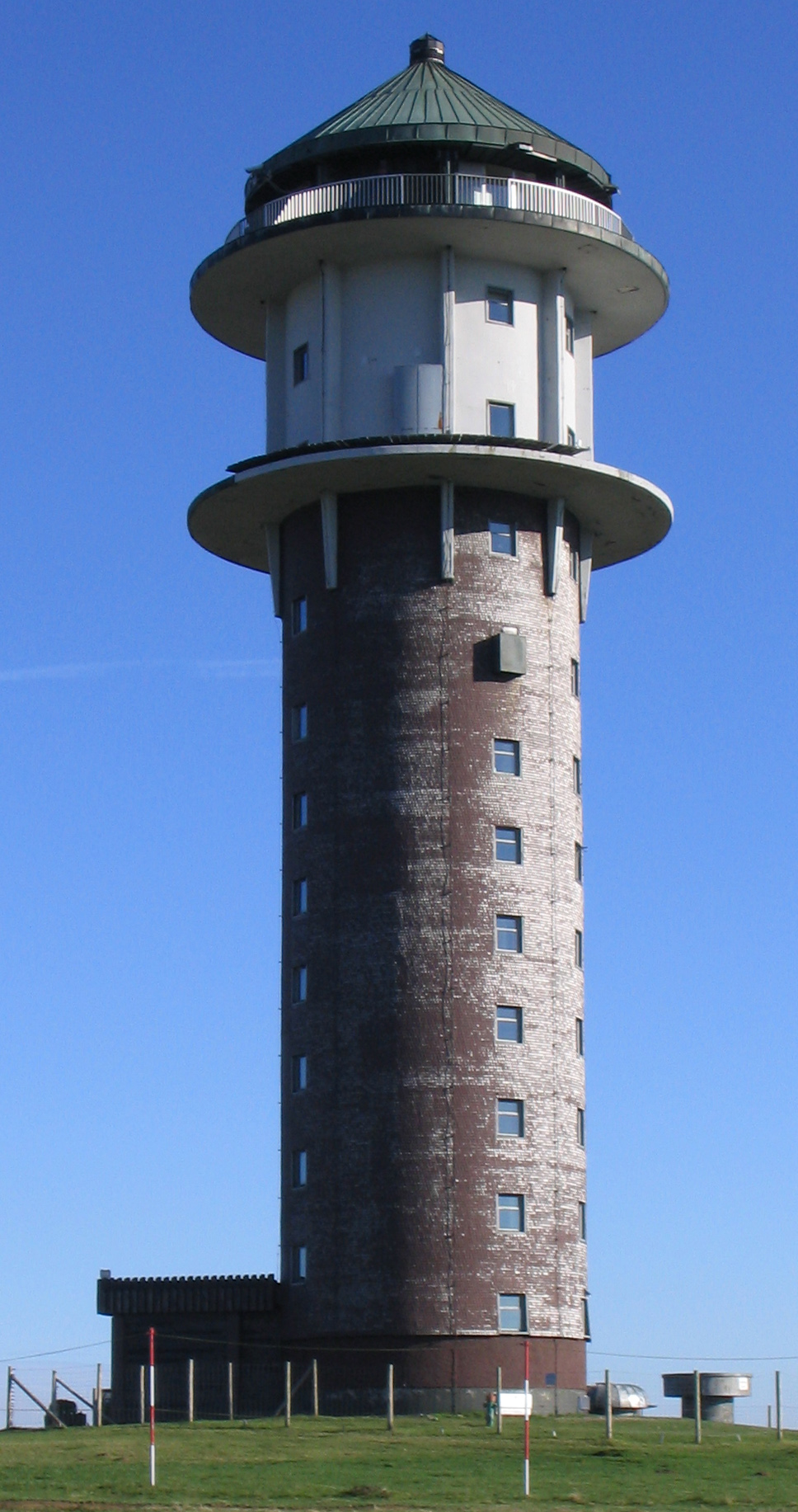
Torre de televisió antiga
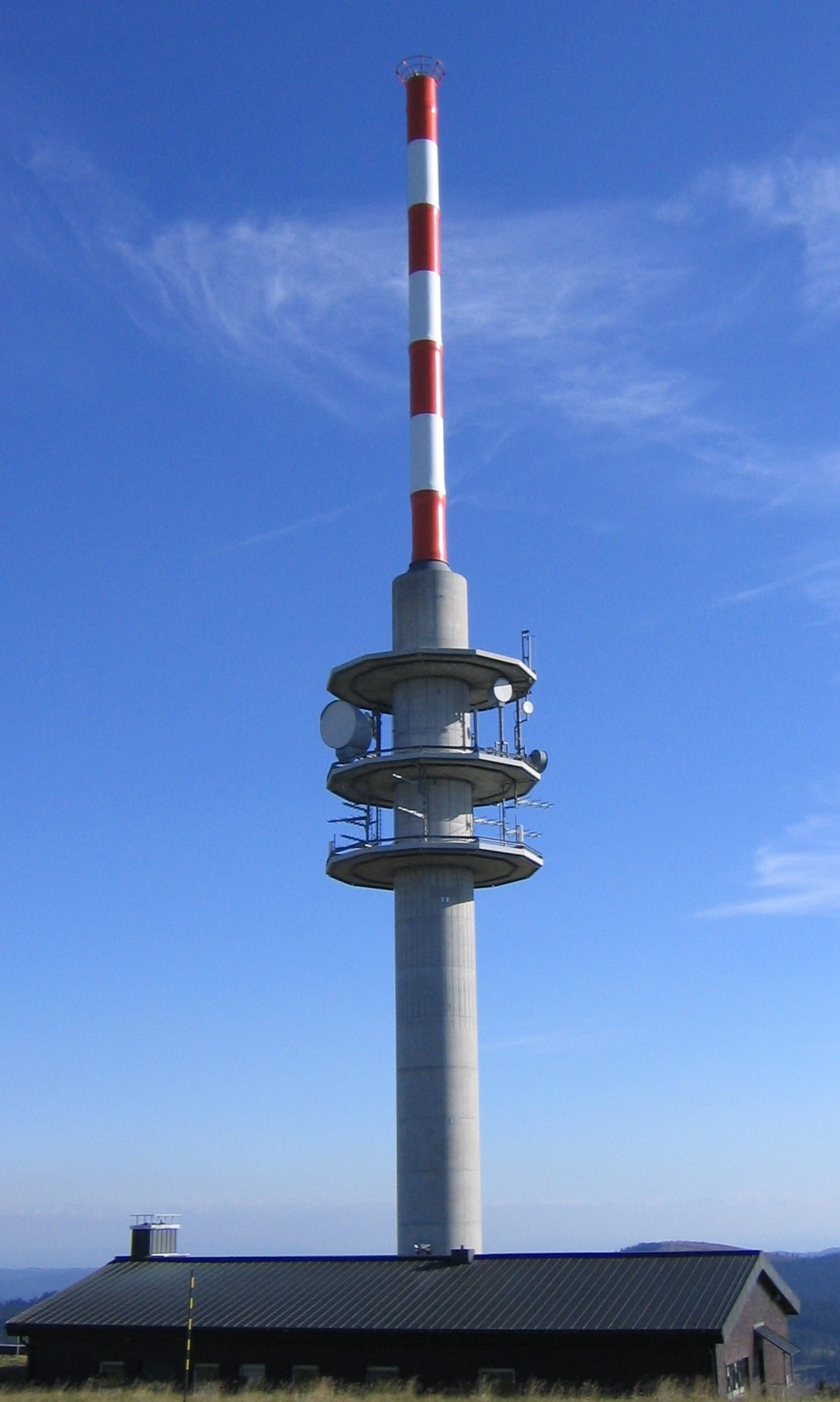
Torre de televisió nova
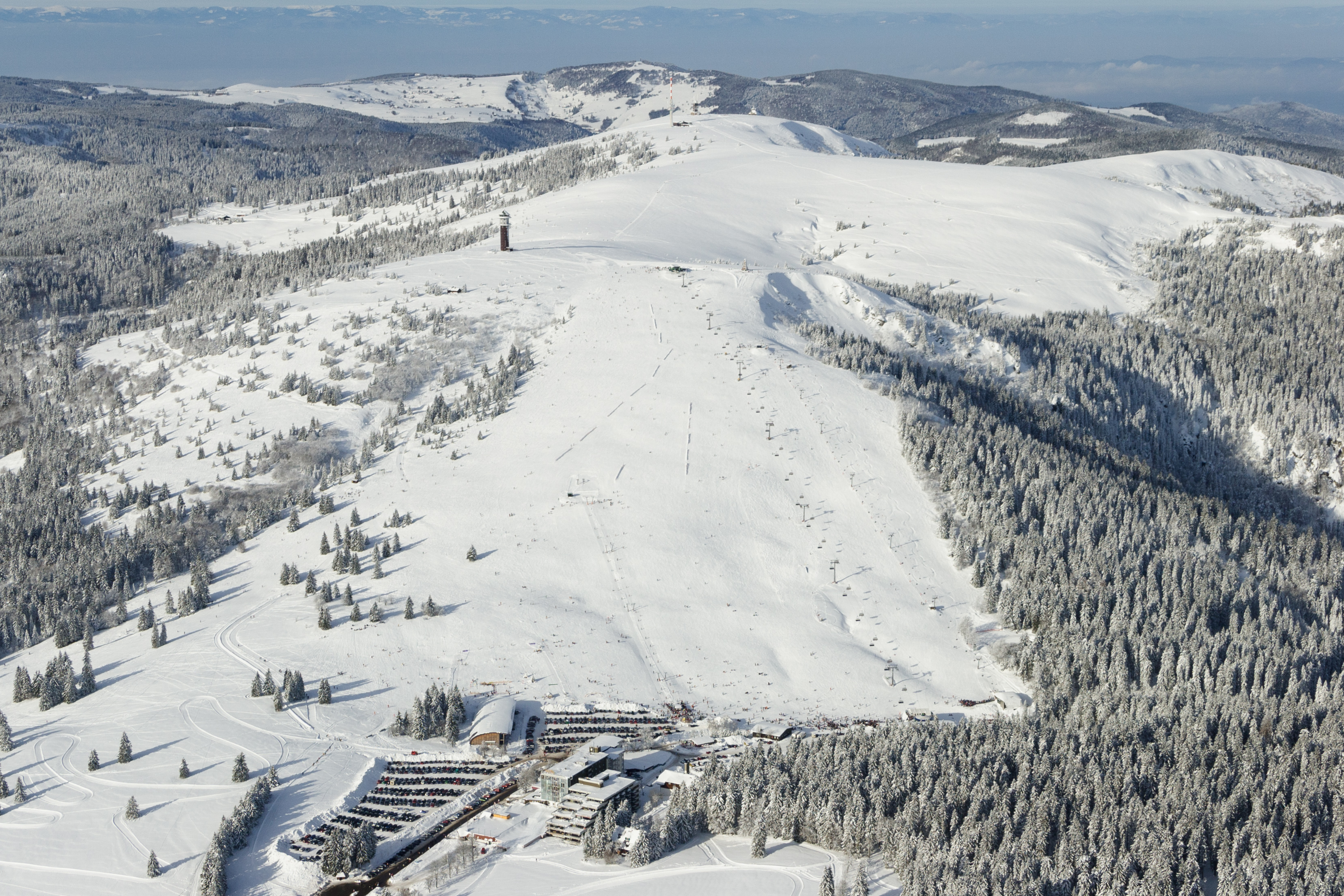
Pistes d'esquí al Feldberg